# Deuteronomos dryadaria
Deuteronomos dryadaria är en fjärilsart som beskrevs av Jules Pièrre Rambur 1866. Deuteronomos dryadaria ingår i släktet Deuteronomos och familjen mätare. Inga underarter finns listade i Catalogue of Life.